# Ace at the BBC
Ace at the BBC is een livealbum van Ace. Het album is als zodanig nooit verschenen. Het werd uitgebracht toen Cherry Red Records het totale oeuvre van de band op compact disc uitbracht. Het zat samen met Time for another en No strings in een boxsetje.

## Musici
- Bam King, Phil Harris – zang, gitaar
- Tex Comer – zang, basgitaar
- Paul Carrack – zang, toetsinstrumenten
- Fran Byrne – slagwerk, percussie

## Muziek
| Nr. | Titel                                                  | Duur |
| --- | ------------------------------------------------------ | ---- |
| 1.  | Sail on my brother (31.3.1975)                         | 3:58 |
| 2.  | Ain’t gonna stand for this no more (14.1.1975)         | 4:29 |
| 3.  | Ain’t gonna stand for this no more (14.1.1975 reprise) | 5:00 |
| 4.  | The reel feeling (14.1.1975)                           | 2:57 |
| 5.  | 24 Hours (14.1.1975)                                   | 5:47 |
| 6.  | I know how this feels (14.1.1975)                      | 3:31 |
| 7.  | How long (14.1.1975)                                   | 4:14 |
| 8.  | Ain’t that peculiar (14.1.1975)                        | 6:03 |
| 9.  | Sniffin’ about (8.1.1976)                              | 6:02 |
| 10. | I think it’s gonna last (8.1.1976)                     | 5:00 |
| 11. | Sail on my brother (8.1.1976)                          | 4:30 |
| 12. | This is what you find (8.1.1976)                       | 6:45 |
| 13. | I’m a man (8.1.1976)                                   | 4:48 |